# Yolngu

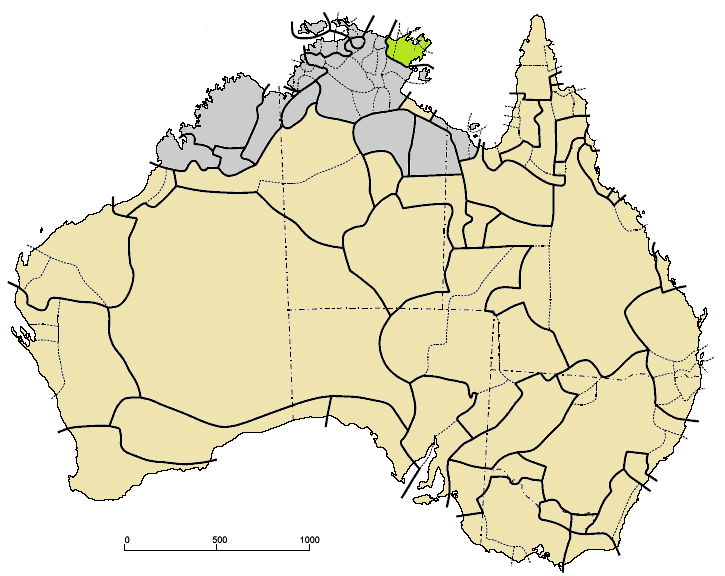
Localización del pueblo yolngu al norte de Australia

El pueblo yolŋu o yolngu habita en la Tierra de Arnhem en el norte de Australia. Yolngu significa «persona» en las lenguas yolŋu. Algunas comunidades yolngu de esta región reconvirtieron sus economías basadas en la tierra a economías basadas en la explotación del mar con la introducción de tecnología indonesia (de la zona del estrecho de Macasar), como las canoas de tronco hueco, después de que ambas culturas tuvieran fructíferos contactos. Estas valiosas embarcaciones, al contrario de sus tradicionales balsas de paja, permitieron a los yolngu pescar manatíes y tortugas en el océano.
Algunos de los aborígenes acompañaron de vuelta a los habitantes del estrecho de Macasar hacia sus territorios a través del mar de Arafura.
Una personalidad destacada de esta etnia fue la académica Raymattja Marika.
- Datos: Q374277